# Ś

Ilustrace

Ś (minuskule ś) je písmeno latinky. Vyskytuje se v polštině, dolnolužické srbštině, černohorštině, slezštině, běloruštině, vilamovštině, romštině, votštině a saanštině. Znak je složen z písmene S a čárky.
V polštině, dolnolužické srbštině a černohorštině se ś vyslovuje jako neznělá alveolopalatální frikativa [ɕ]. V běloruštině a votštině jako palatalizované s, tedy [sʲ] (ekvivalent v cyrilici сь).
V HTML a Unicode mají písmena Ś a ś tyto kódy:
- Ś: &#346; – U+015A
- ś: &#347; – U+015B